# Ensaios de caudal
O termo ensaios de caudal identifica os ensaios realizados em aquíferos que têm em vista o cálculo dos parâmetros hidrodinâmicos dos mesmos. Um ensaio de caudal pode ser efectuado de diversas formas, mas o mais comum é realizado através da introdução de uma bomba submersível num furo ou captação, a qual, em funcionamento, vai retirar água da mesma. Mede-se então o rebaixamento da água dentro da captação em função do tempo decorrido desde o início do ensaio. Aquíferos com características diferentes irão responder de modo diverso e a interpretação do comportamento da curva rebaixamento-tempo permite então calcular os parâmetros hidrodinâmicos dos aquíferos, o coeficiente de permeabilidade, a transmissividade e o coeficiente de armazenamento. Os ensaios de caudal, para serem completamente eficazes, deveriam ser efectuados com recurso a piezómetros de observação, o único modo efectivo de calcular com algum rigor o coeficiente de armazenamento por este processo.